# 前橋市立中央小学校
前橋市立中央小学校（まえばししりつ ちゅうおうしょうがっこう）は、群馬県前橋市にあった公立小学校。
2016年3月31日をもって前橋市立桃井小学校に統合され、廃校となった。

## 概要
1957年に前橋市立桃井小学校から分かれてから、59年後の2016年3月に再度、前橋市立桃井小学校へ統合した。

## 所在地
群馬県前橋市表町一丁目22番33号

## 学区
設立当初の学区は桑町、竪町、連雀町、紺屋町、榎町、本町、萱町、横山町、立川町、田町、相生町、堀川町、田中町の13であったが、その後の学区再編や住居表示による町名変更により、廃止時の学区は下記の8町であった。
- 本町二丁目
- 表町一丁目
- 表町二丁目
- 千代田町二丁目
- 千代田町三丁目
- 千代田町四丁目
- 千代田町五丁目
- 南町三丁目

## アクセス
循51・循52　マイバス西循環左回り・右回り　中央小学校前